# Нивище (Минская область)
Нивище (бел. Нiвiшча) — деревня в Червенском районе Минской области. Входит в состав Червенского сельсовета.

## Географическое положение
Находится примерно в 16 километрах юго-восточнее райцентра, в 28 километрах от железнодорожной станции Пуховичи линии Минск—Осиповичи.

## История
Населённый пункт впервые упоминается в XIX веке. Согласно переписи населения Российской Империи 1897 года урочище, где насчитывалось 4 двора, проживали 26 человек, входило в состав Пуховичской волости Игуменского уезда Минской губернии. На 1908 год 1 двор и 9 жителей. На 1917 год упоминается как урочище Нивище (Лесная Нивка), насчитывает 2 двора, 10 жителей. В результате раздела земель, относившихся к имению Орань, в 1923—1924 годах урочище было преобразовано в посёлок. 24 августа 1924 года он вошёл в состав вновь образованного Гребенецкого сельсовета Червенского района Минского округа (с 20 февраля 1938 — Минской области). Согласно переписи населения СССР 1926 года насчитывалось 13 дворов, проживали 70 человек. Во время Великой Отечественной войны деревня была оккупирована немецко-фашистскими захватчиками в начале июля 1941 года, 7 её жителей не вернулись с фронта.Освобождена в начале июля 1944 года. На 1960 год здесь насчитывалось 60 жителей. На 1980-е годы деревня входила в состав совхоза «Гребенецкий». На 1997 год 2 дома, 2 жителя. 30 октября 2009 года в связи с упразднением Гребенецкого сельсовета передана в Червенский сельсовет. На 2013 год 1 жилой дом, 2 жителя.

## Население
- 1897 — 4 двора, 26 жителей
- 1908 — 1 двор, 9 жителей
- 1917 — 2 двора, 10 жителей
- 1926 — 13 дворов, 70 жителей
- 1960 — 60 жителей
- 1997 — 2 двора, 2 жителя
- 2013 — 1 двор, 2 жителя